# Ластівка перлистовола
Ластівка перлистовола (Hirundo dimidiata) — вид горобцеподібних птахів родини ластівкових (Hirundinidae). Поширений в Африці.

## Поширення
Ареал виду охоплює Демократичну Республіку Конго, Анголу, Намібію, Замбію, Ботсвану, Зімбабве, ПАР, Лесото, Есватіні, Мозамбік і Малаві. У Танзанії зустрічається рідко. Мешкає у сухих чагарниках, сільськогосподарських угіддях і на полянах. Часто зустрічається навколо людського житла.

## Опис
Довжина ластівки становить 13–14 см. Має блискучу синю верхню частину та сіро-білу нижню частину. Надкрила, підкрилові махові пера і роздвоєний хвіст чорно-блакитні. Криючі крил мають більш темний відтінок сіро-білого кольору. Відсутність білого кольору в хвості є відмінністю від подібних видів Hirundo. Зовнішні пера у самця трохи довші, ніж у самиці.

## Спосіб життя
Раціон, в основному, складається з комах, яких він іноді доповнює насінням трав. Гніздо, в основному, будує самець протягом 3-4 тижнів. Гніздо у формі чаші, зроблене з глини та вистелене сухою травою та шерстю. Сезон розмноження припадає на серпень-березень, але пік припадає на серпень-жовтень. Кладка складається з 2–4 білих яєць. Інкубація триває 16–18 днів. Дитинчата покидають гніздо на 18-23 день, але зазвичай батьки годують їх ще 20 днів. Вони залишаються на батьківській території, поки батьки не почнуть будувати інше гніздо. Іноді за один сезон розмноження буває 3 кладки.

## Підвиди
- Hirundo dimidiata marwitzi (Reichenow, 1903) – Ангола, південь Демократичної Республіки Конго, Замбія, Малаві, Зімбабве, північний схід Південної Африки, західний Мозамбік;
- Hirundo dimidiata dimidiata (Sundevall, 1850) – Намібія , Ботсвана , північний захід і південь Південної Африки.